# Liste der Biografien/Drz
Liste der Biografien |
Portal Biografien |
Personensuche
# |
A |
B |
C |
D |
E |
F |
G |
H |
I |
J |
K |
L |
M |
N |
O |
P |
Q |
R |
S |
T |
U |
V |
W |
X |
Y |
Z |
?
 
Da |
Db |
Dc |
Dd |
De |
Dg |
Dh |
Di |
Dj |
Dk |
Dl |
Dm |
Dn |
Do |
Dq |
Dr |
Ds |
Du |
Dv |
Dw |
Dy |
Dz
 
Dra |
Drb |
Drc |
Drd |
Dre |
Drg |
Dri |
Drj |
Drk |
Drl |
Drm |
Drn |
Dro |
Drp |
Drs |
Drt |
Dru |
Drv |
Dry |
Drz
Die Liste der Biografien führt alle Personen auf, die in der deutschsprachigen Wikipedia einen Artikel haben. Dieses ist eine Teilliste mit 15 Einträgen von Personen, deren Namen mit den Buchstaben „Drz“ beginnt.

## Drz

### Drza
- Drzazga, Józef (1914–1978), polnischer Geistlicher, römisch-katholischer Bischof von Ermland

### Drze
- Držečnik, Ingo (* 1971), deutscher Verleger
- Držečnik, Janko (1913–2001), slowenisch-deutscher Thoraxchirurg in Maribor
- Držečnik, Maksimilijan (1903–1978), jugoslawischer Geistlicher, Bischof von Marburg
- Drzewicki, Matthias (1467–1535), polnischer Geistlicher und Politiker
- Drzewiecki, Conrad (1926–2007), polnischer Balletttänzer und Choreograph
- Drzewiecki, Filip (* 1984), polnischer Eishockeyspieler
- Drzewiecki, Karol (* 1995), polnischer Tennisspieler
- Drzewiecki, Mirosław (* 1956), polnischer Politiker, Mitglied des Sejm
- Drzewiecki, Zbigniew (1890–1971), polnischer Pianist und Musikpädagoge

### Drzi
- Držić, Marin (1508–1567), ragusanischer Autor

### Drzy
- Drzymala, Heinz (1918–1944), deutscher Widerstandskämpfer, KPD-Mitglied und NS-Opfer
- Drzymała, Michał (1857–1937), polnischer Bauer, Symbolfigur des friedlichen polnischen Widerstandes
- Drzymalska, Sandra (* 1993), polnische Schauspielerin und ModelSandra Drzymalska (* 1993)

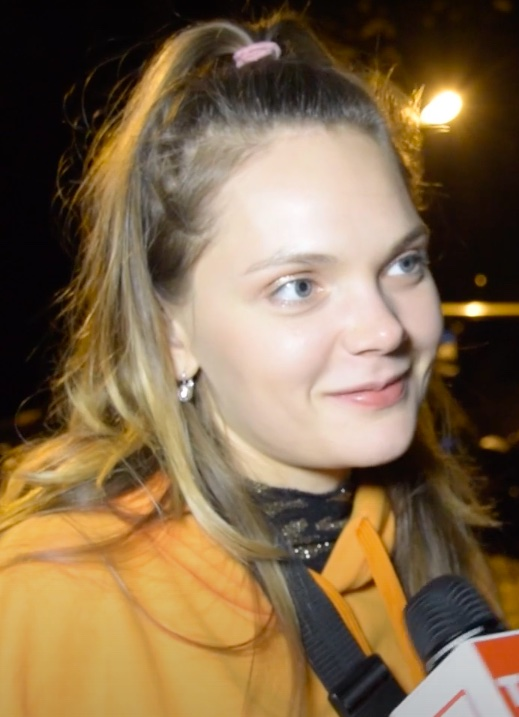
Sandra Drzymalska (* 1993)

- Drzysga, Karl-Heinz (* 1937), deutscher Fußballspieler